# Monty Budwig
Monty Rex Budwig (Pender, 26 december 1929 – Los Angeles, 9 maart 1992) was een Amerikaanse contrabassist die actief was in de westcoastjazz.
In 1954 ging Budwig naar Los Angeles, waar hij met veel bekende jazzmusici en vocalisten speelde en opnam, zoals Carmen McRae, Barney Kessel, Woody Herman, Red Norvo, Scott Hamilton en Shelly Manne. Hij is het bekendst van zijn werk bij Vince Guaraldi, maar er bestaat geen consensus over de vraag of hij meespeelde op de succesvolle plaat A Charlie Brown Christmas. Budwig speelde mee op zo'n driehonderd albums, maar maakte slechts één plaat als leider, Dig (1978).